# Beck (ämne)

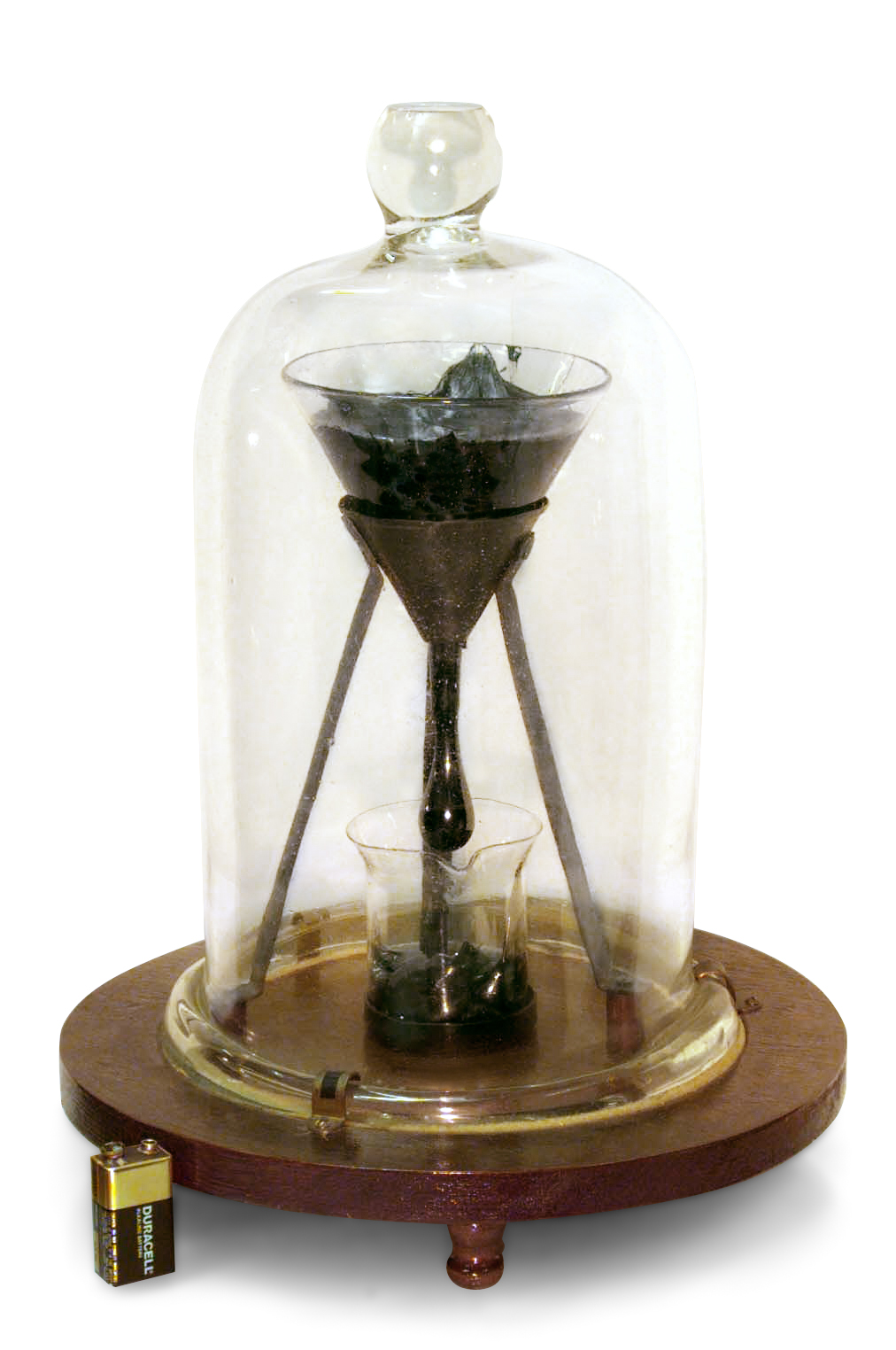
Trögt droppande beck.

Beck är en mycket trögflytande vätska. Beck förekommer naturligt men blir även bottensatsen vid destillation av organiska ämnen som tjära eller petroleum. När becket kommer från petroleum kallas det bitumen.
Beck har beräknats ha minst en miljard gånger högre viskositet än vatten. Flera beräkningar ligger runt mer än 100 miljarder gånger viskösare än vatten, exempelvis (2,3±0,5) · 108 Pa·s (pascalsekunder) för ett prov av beck, vid varierande temperatur, mot 1,0 · 10–3 Pa·s för vatten (vid 20°).

## Historia
Beck var tillsammans med tjära en mycket viktig exportprodukt för Sverige under träfartygens era. Tjäran är mer lättflytande än beck och användes för att t.ex. öka motståndskraften mot vatten och röta hos rep, tyg och trä, medan det trögflytande becket användes för att täta (dreva) båtskrov, tunnor och annat.
Beck tillverkades förr genom att tjära reducerades (vatten kokades bort) i så kallade becksjuderier. Ett av Sveriges viktigaste sjuderier låg från mitten av 1600-talet på Beckholmen, då strax utanför Stockholm, och en stor del av den beck som tillverkades där gick på värdefull export, då endast detta sjuderi hade kungligt privilegium att handla med utlandet. Den största delen av råtjäran som på Beckholmen kokades till beck kom från Finland och när Sverige förlorade sin östra rikshalva i början av 1800-talet upphörde verksamheten vid becksjuderierna på Beckholmen.
Tillverkningen av beck luktar mycket illa, och både det färdiga becket och dess råform tjäran är lättantändliga. Sjuderierna låg därför ofta på behörigt avstånd från bebyggelse, eller på de varv som becket ofta användes vid.